# Jacoba van Heemskerck

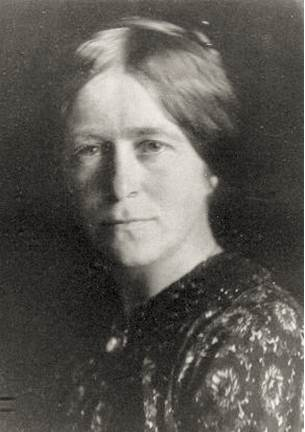
Selbstporträt

Jacoba Berendina Heemskerck van Beest (geboren 1. April 1876 in Den Haag; gestorben 3. August 1923 in Domburg) war eine niederländische Malerin, Glasmalerin und Grafikerin der Moderne.

## Leben
Jacoba van Heemskerck stammte aus der adligen niederländischen Familie Van Heemskerck, ehemals Reichsgrafen sowie dem Amsterdamer Patriziat zugeordnet. Ihr Vater Jacob Eduard van Heemskerck van Beest war Marineoffizier, der in seiner Freizeit auch malte und Jacoba, das jüngste seiner sechs Kinder, in die Malerei einführte. Sie besuchte von 1897 bis 1901 die Koninklijke Academie van Beeldende Kunsten in Den Haag. Weitere Lehrer waren in den Niederlanden Ferdinand Hart Nibbrig und Eugène Carrière in Paris, wo sie mit der modernen Kunst in Berührung kam. In der Domburger Sommerfrische erhielt sie ab 1908 Unterstützung von Jan Toorop, traf auf Piet Mondriaan und Lodewijk Schelfhout und gewann eine bleibende Freundschaft mit Marie Tak van Poortvliet (1871–1936), die nun als ihre Mäzenin wirkte und in deren Domburger Haus mit Atelier sie zeitweise wohnte.
Sie nahm Anregungen des Kubismus auf und wurde im Jahr 1913 von Herwarth Walden zum Ersten Deutschen Herbstsalon nach Berlin eingeladen, wo sie vier Bilder zeigen konnte. Die dort ausstellenden Künstler des Blauen Reiter, Wassily Kandinsky und Franz Marc, beeinflussten ihren Weg in die Abstraktion. Nach 1914 fertigte sie auch Bleiverglasungen. Mit Walden, der ihr Agent wurde und ihr auch Raum in seiner Zeitschrift Der Sturm bot, führte sie in den Folgejahren eine regelmäßige Korrespondenz. Auf der 23. Sturm-Ausstellung war sie bereits mit 21 Werken präsent, im Herbst 1914 hatte sie in Hamburg eine Einzelausstellung. Spätestens seit 1917 gehörte sie zu den Lehrern der Kunstschule Der Sturm.
Nach ihrem frühen Tod organisierte Walden in Berlin eine Retrospektive und widmete ihr den siebten Band der Sturm-Bilderbücher.
Grafiken von Jacoba van Heemskerck wurden in der nationalsozialistischen Aktion „Entartete Kunst“ 1937 nachweislich aus dem Schlesischen Museum der Bildenden Künste in Breslau, der Städtischen Kunstsammlung Chemnitz, dem Erfurter Museum für Kunst und Heimatgeschichte, dem Essener Museum Folkwang, dem Schlossmuseum Weimar, der Ruhmeshalle Wuppertal-Barmen und dem Nassauischen Landesmuseum Wiesbaden beschlagnahmt.

## 1937 als „entartet“ beschlagnahmte Grafiken
- Segelboote (Holzschnitt, 1914; Museum Folkwang)[3]
- Dorf (Holzschnitt, um 1915; Museum Folkwang)[4]
- Komposition (Blatt 6 der 3. Mappe „Neue europäische Graphik. Deutsche Künstler“, Bauhaus Drucke, Weimar 1921; aus mehreren Sammlungen beschlagnahmt)[5]

## Werke (Auswahl)
Ölgemälde:
- Kiefernwald (1908)
- Zwei Bäume (1908-10)
- Wald I / II (1913)
- Bild Nr. 14 (Segelboote) (1914)
- Bild Nr. 18 (1914)
- Bild Nr. 23 (Weiße Segelboote auf einem See) (1914)
- Bild Nr. 41 (1916)
- Bild Nr. 62 (Eiland) (1916)
- Bild Nr. 86 (1918)
- Bild Nr. 107 (1920)

Glasfenster:
- Compositie (1918)
- Raam Marinekazerne Amsterdam (1921)

Werke von Jacoba van Heemskerck
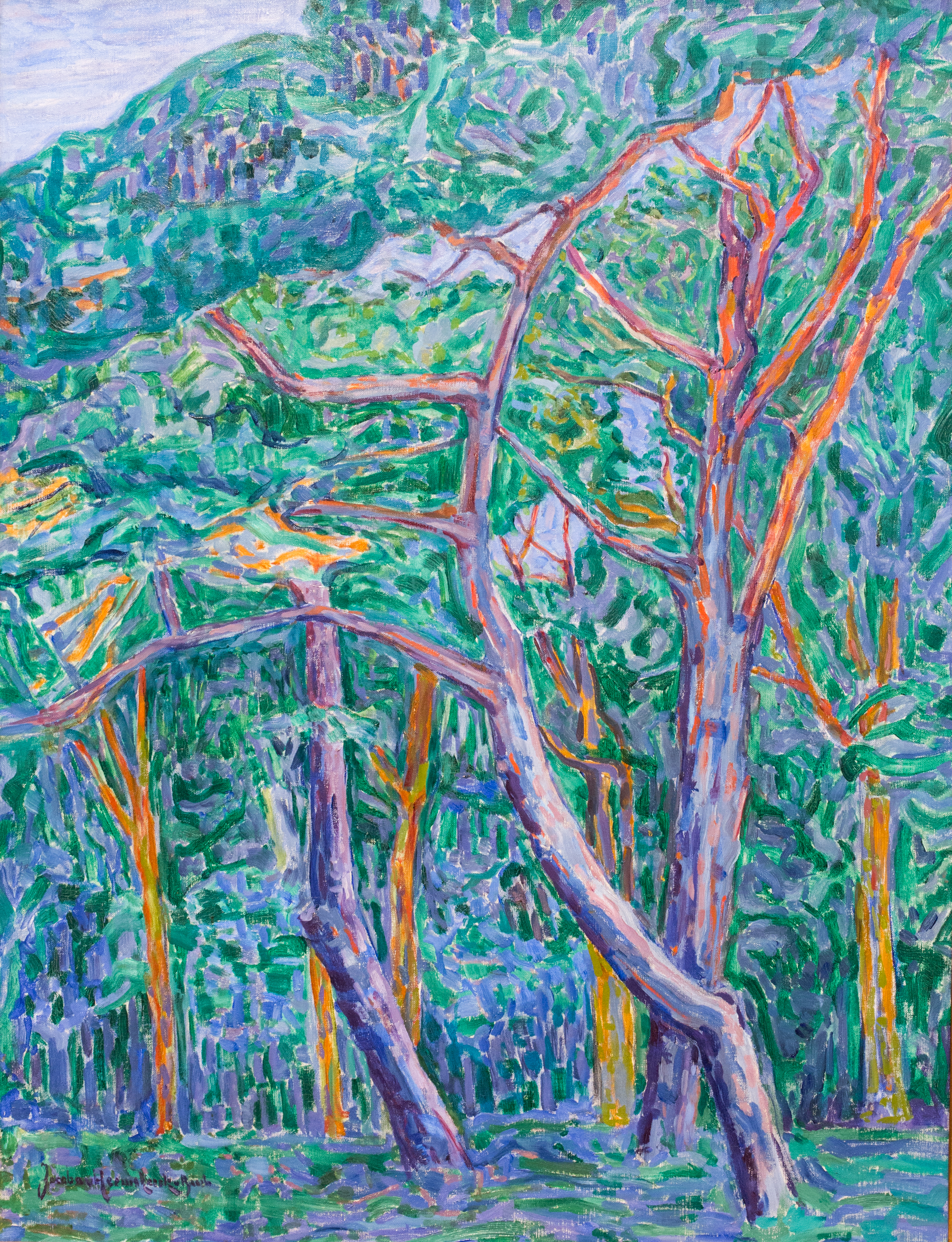
Kiefernwald, 1908
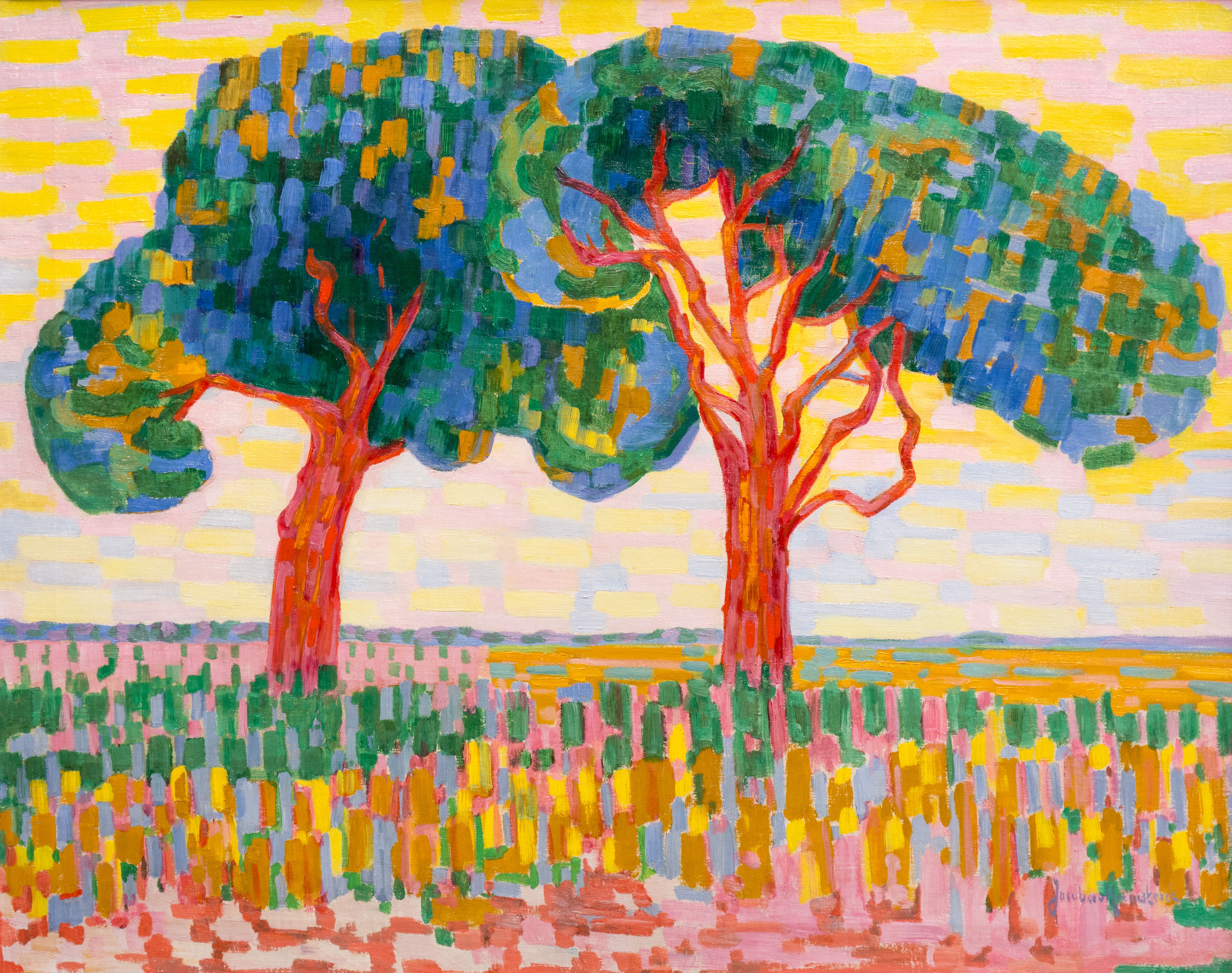
Zwei Bäume, 1908-10
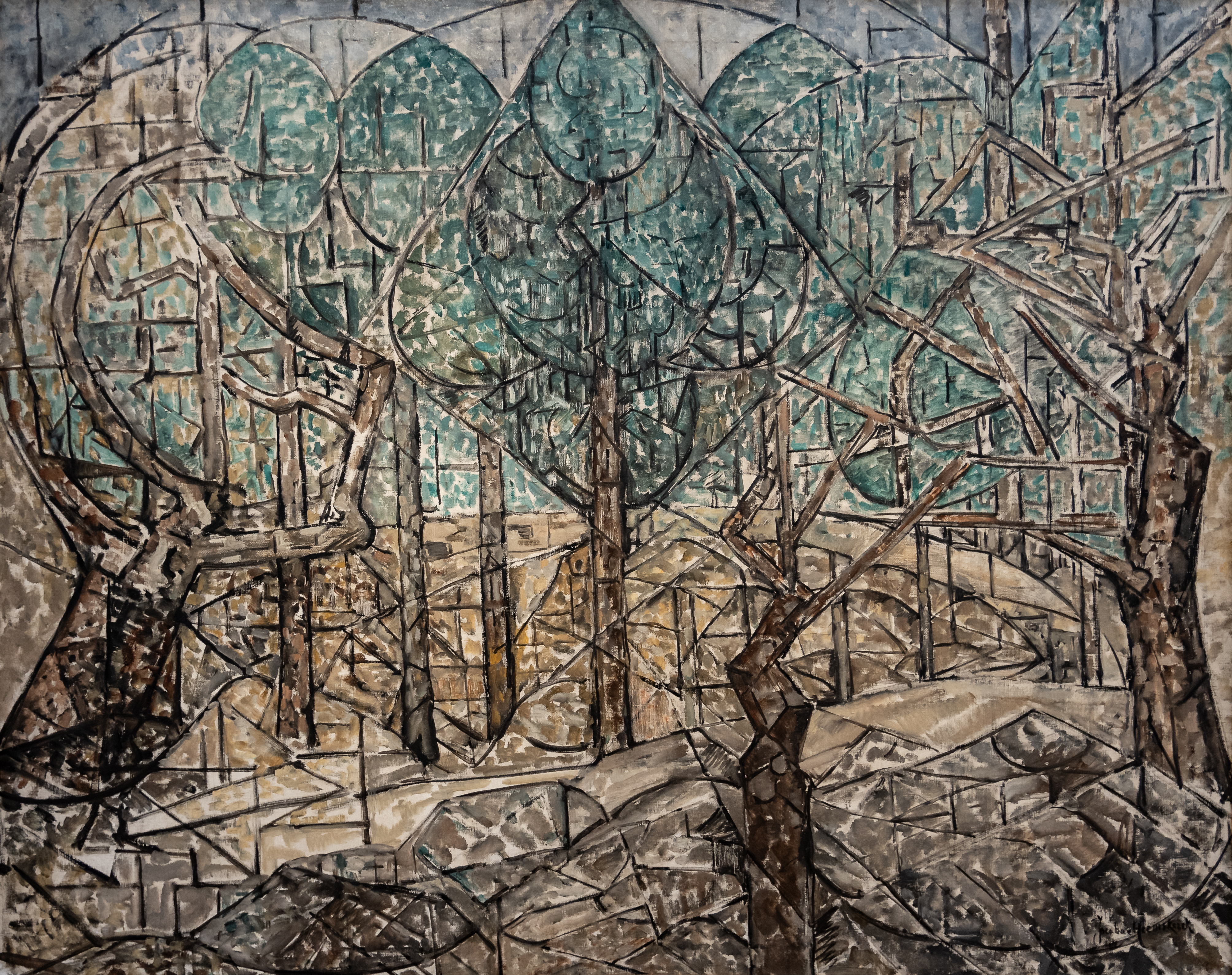
Wald I, 1913
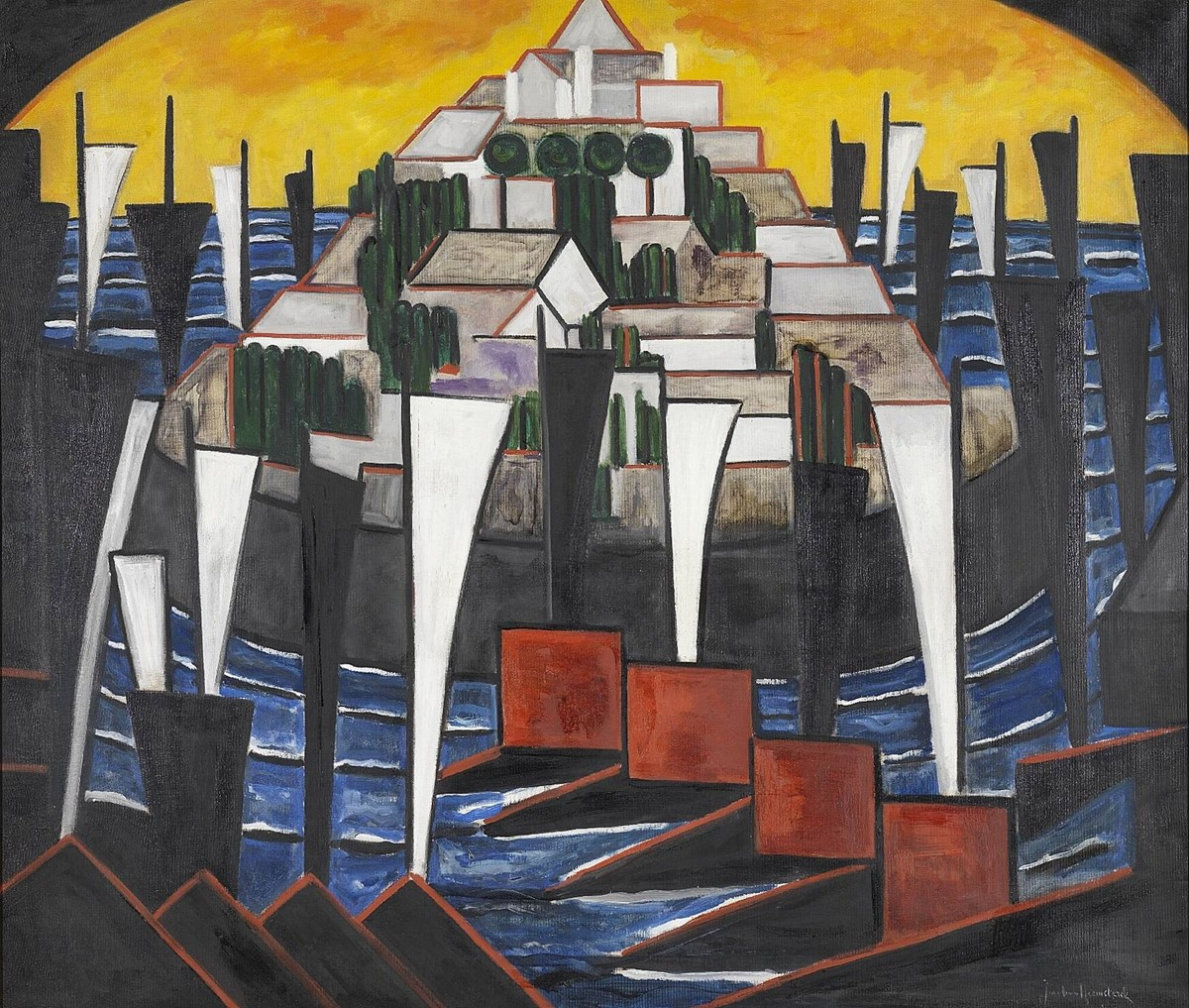
Bild no. 14 (Segelboote), um 1914
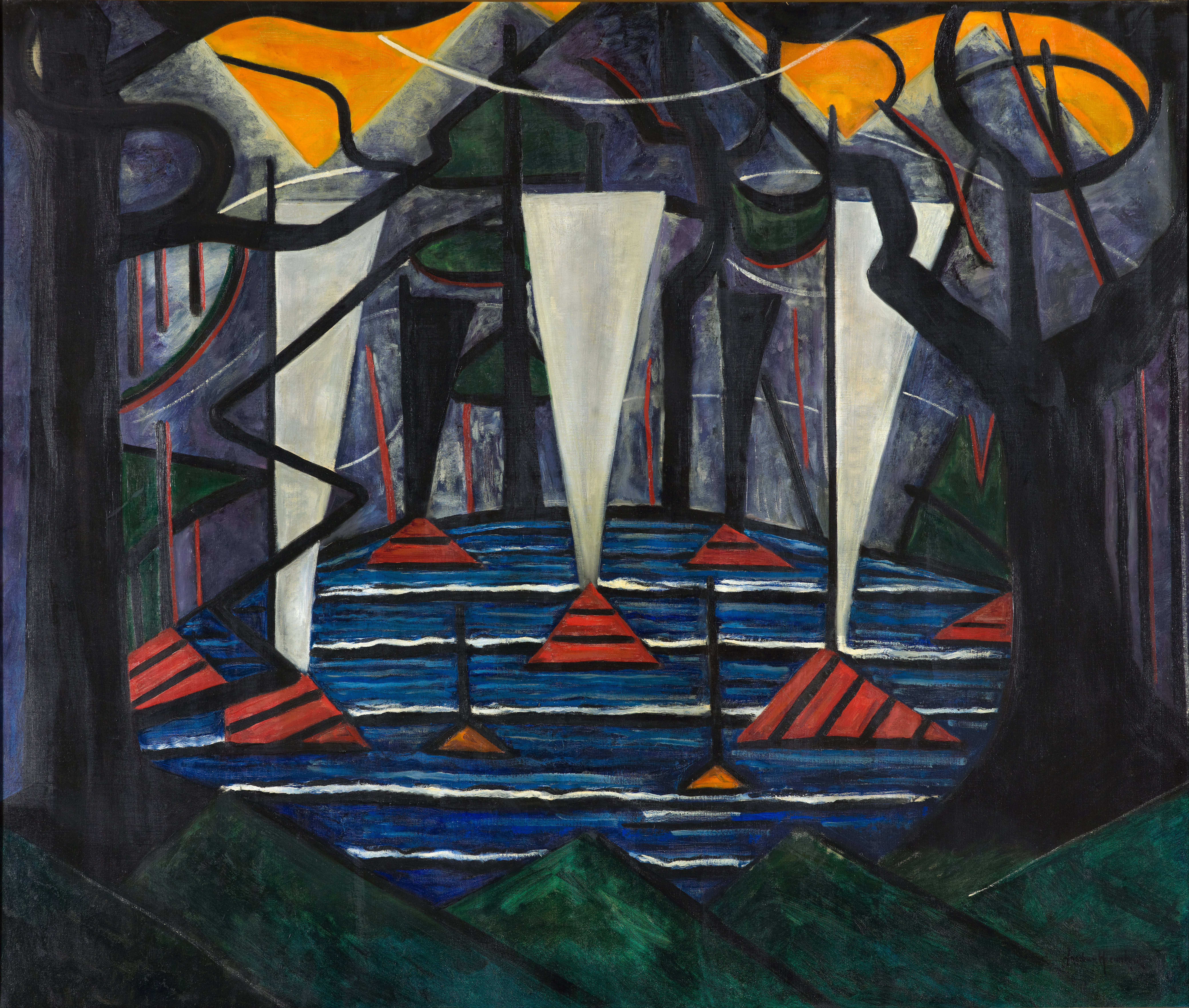
Bild Nr. 23 (Weiße Segelboote auf einem See), 1914
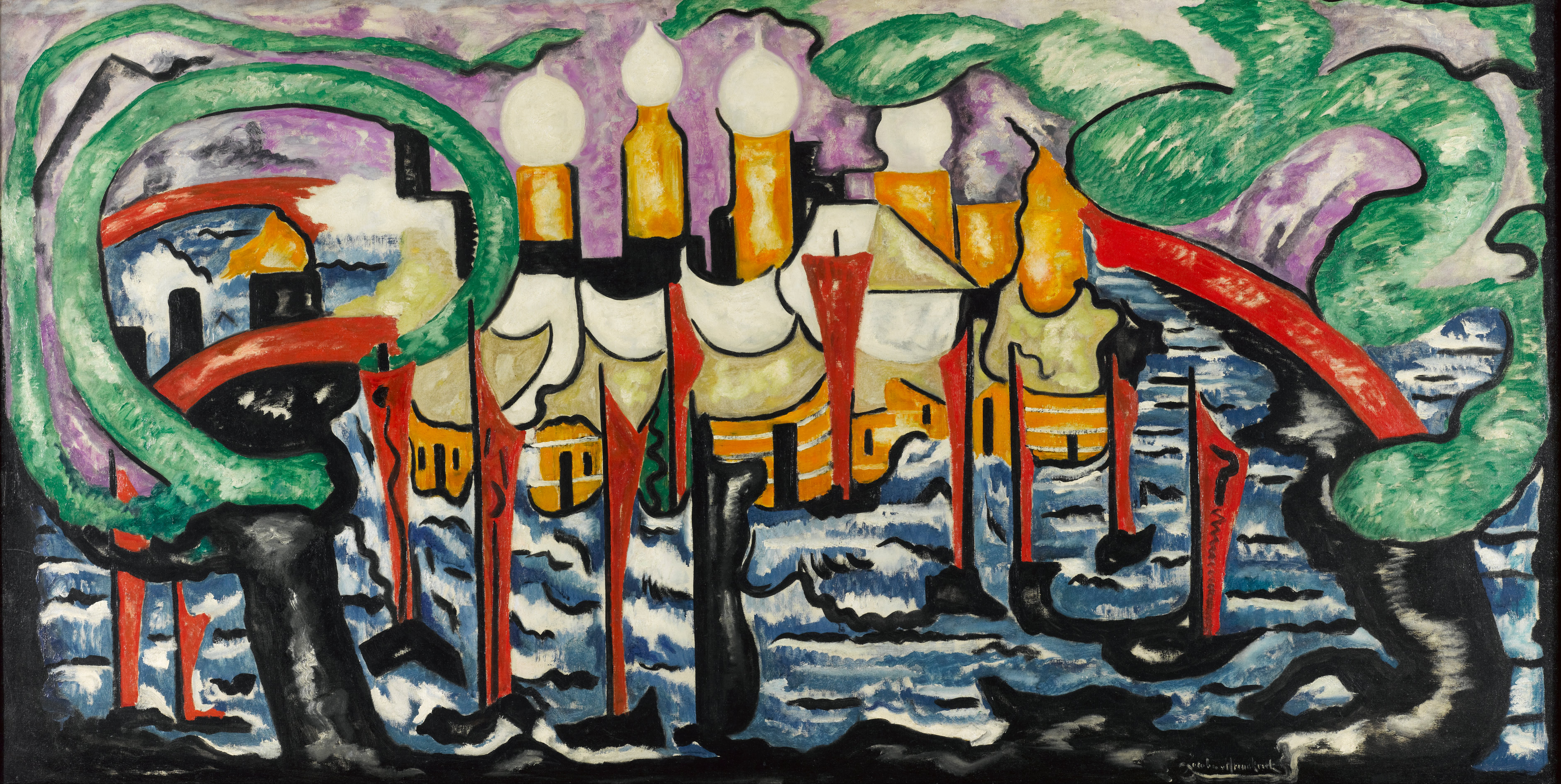
Bild Nr. 62 (Eiland), 1916
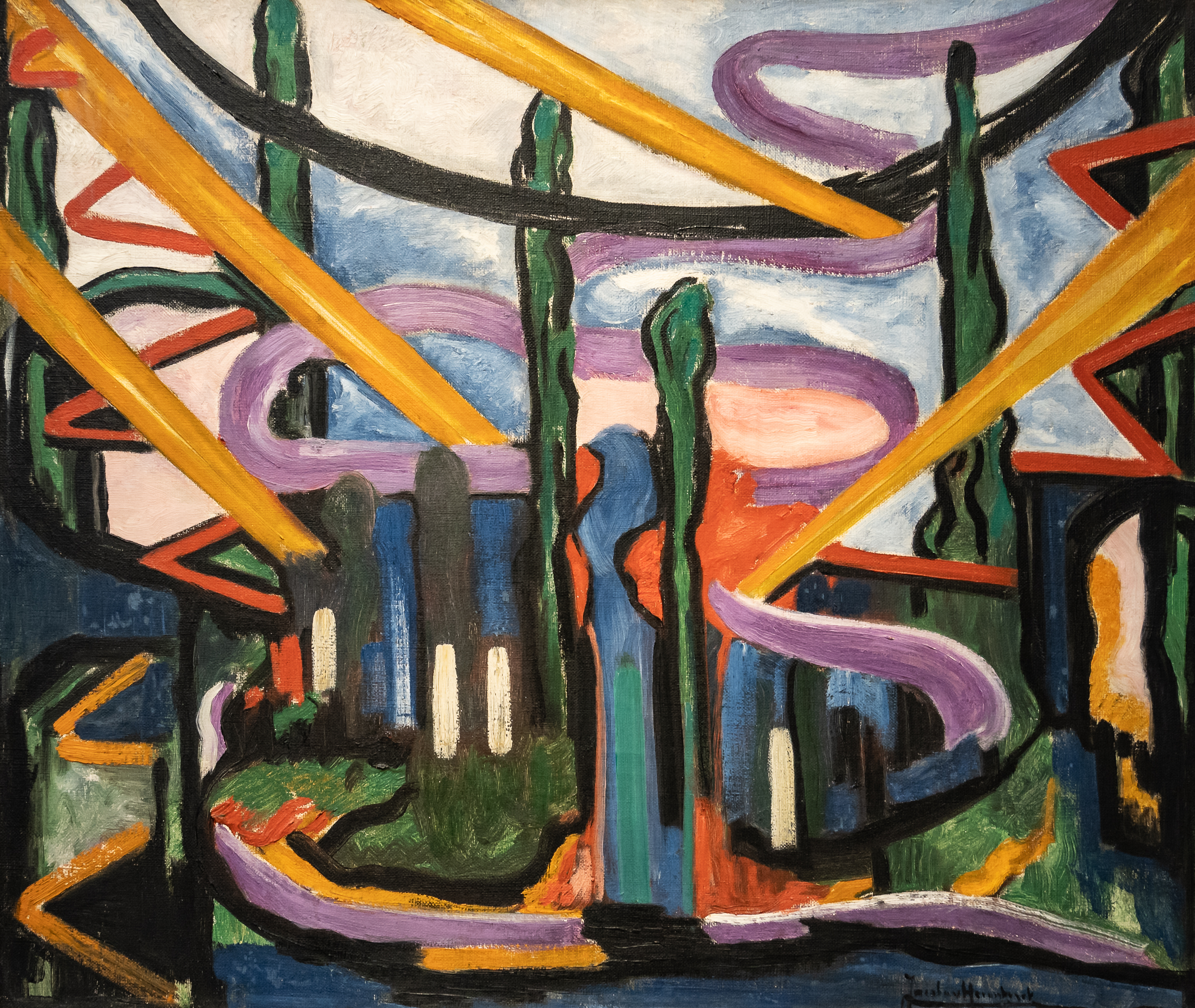
Bild Nr. 86, 1918
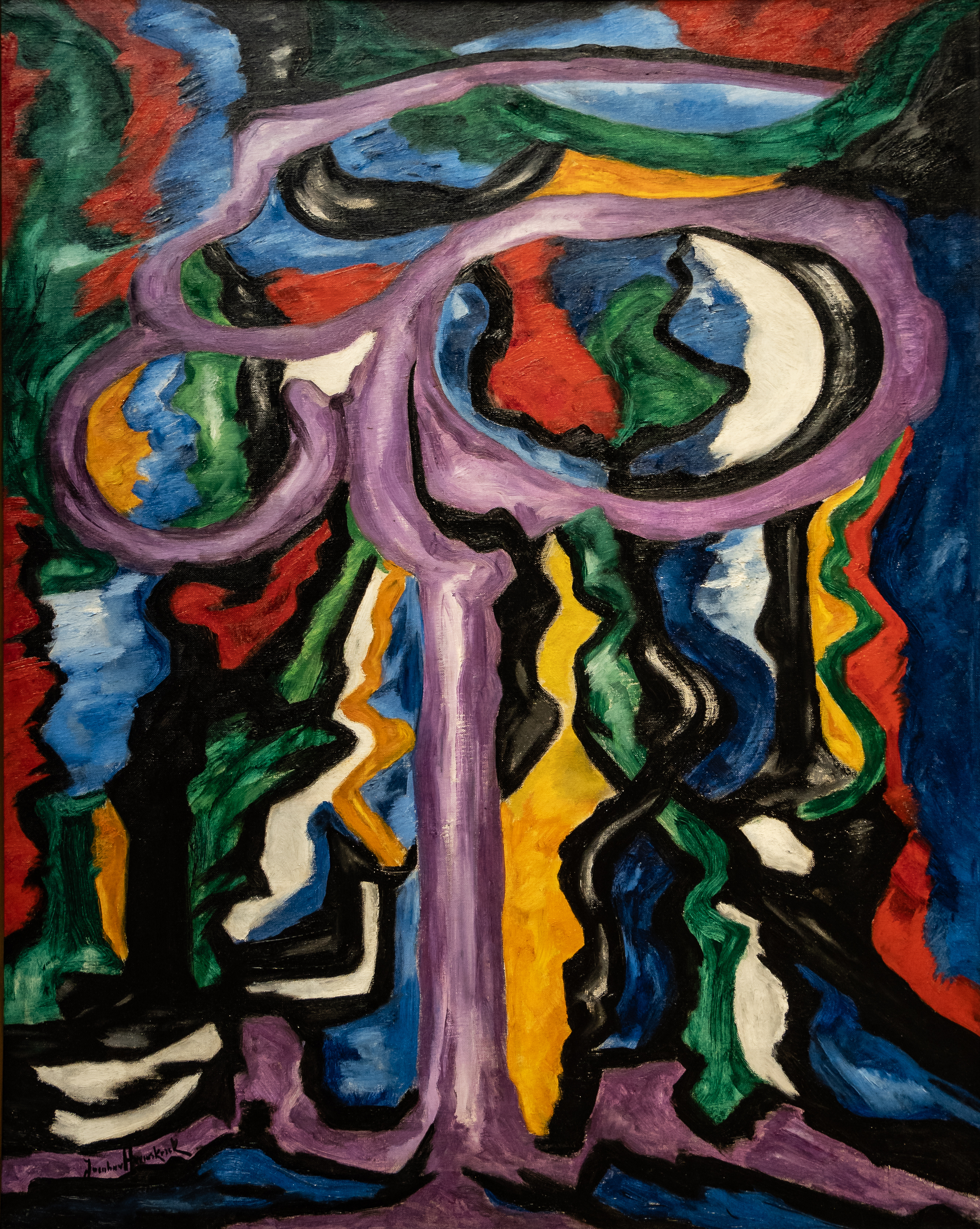
Bild Nr. 107, 1920
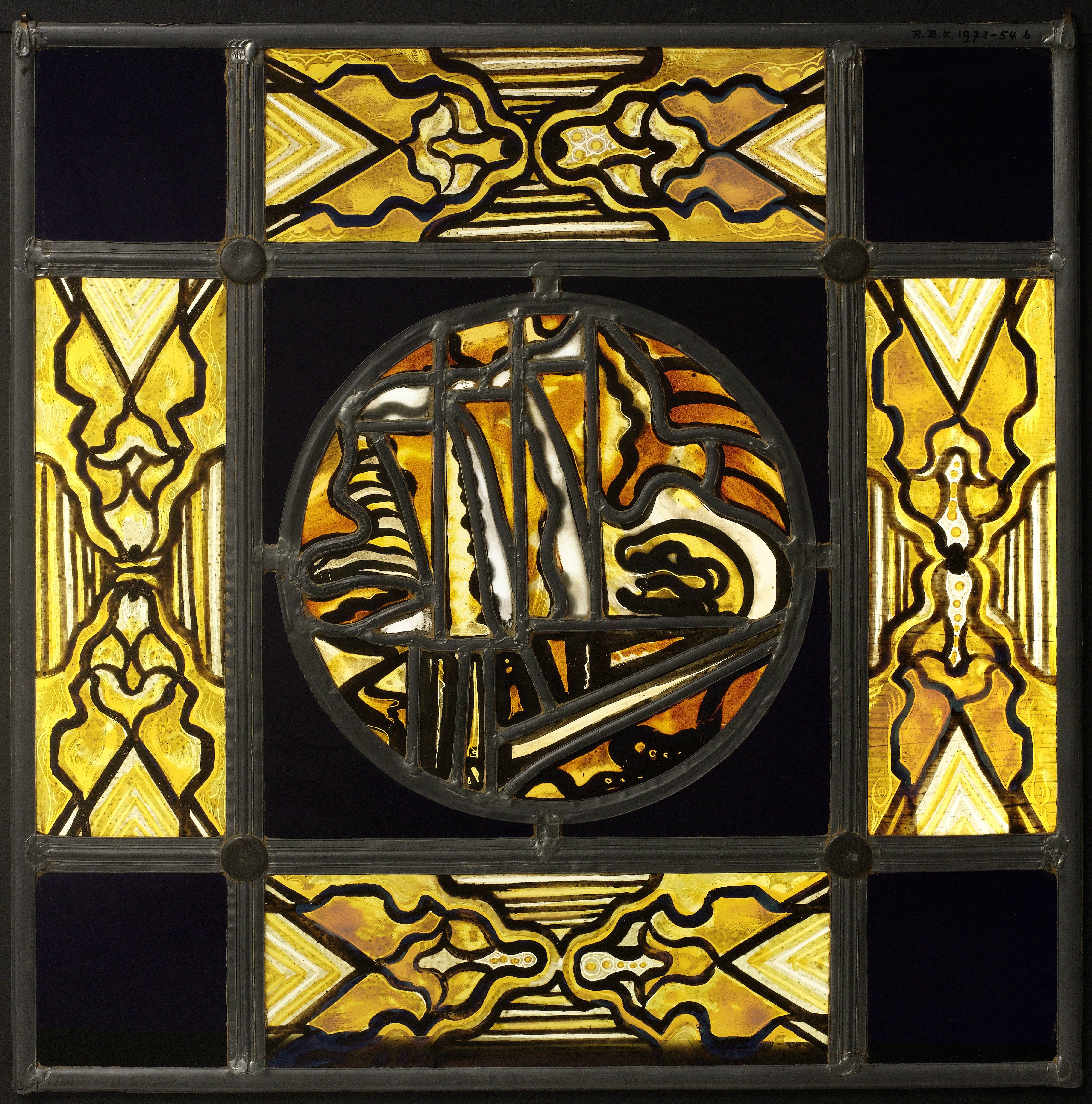
Compositie, 1918

## Ausstellungen

### Einzelausstellungen
- 1983 bis 1984: Eine expressionistische Künstlerin. Ausstellung Berlin (Haus am Waldsee), Stuttgart (Württembergischer Kunstverein), Bonn (Rheinisches Landesmuseum), Saarbrücken (Saarlandmuseum), Erlangen (Städt. Galerie)
- Wände aus farbigem Glas. 1989 bis 1990 im Martin-Gropius-Bau Berlin

### Gruppenausstellungen
Zwischen 1908 und 1910 schuf Heemskerck mehrere Gemälde im luministischen Stil, mit denen sie sich an der Jahresausstellung der Kunstvereinigung St. Lucas im Jahr 1910 in Amsterdam beteiligte, darunter vermutlich auch Kiefernwald.